# Šai
Šai, Šaj ali Sai (grško Psais) je bilo pobóženje koncepta usode v staroegipčanski mitologiji. Šai kot koncept ni imel določenega spola. Včasih so ga imeli za žensko, pogosteje pa so ga razumevali kot moškega. Ime odraža njegovo funkcijo in pomeni tisto, kar je ukazano.
Kot bog usode je določal dolžino življenja posameznika in prisostvoval sojenju dušam pokojnih v duatu. Kot takega so ga včasih imeli za soproga boginje rojstva Mesenet, kasneje pa boginje Renenutet, ki je s tem postala boginja sreče. Zaradi moči, ki so jo pripisovali konceptu usode, je Ehnaton ob uvedbi monoteizma trdil, da je Šai atribut boga Atona, Ramzes II. pa se je razglasil za gospodarja Šai, se pravi gospodarja usode.
V ptolemajskem Egiptu je bil Šai kot bog usode poistoveten z grškim bogom Agatodemonom, ki je bil bog vedeževanja. Ker so imeli Grki Agatodemona za kačo, egipčanska beseda šai pa pomeni prašiča, so v helenističnem obdobju Šai pogosto upodabljali kot prašiča s kačjo glavo.